# Уркумбаєв Єрлан Муратович
Єрлан Муратович Уркумбаєв (рос. Ерлан Муратович Уркумбаев; 5 жовтня 1993, Соль-Ілецьк, Росія — 22 січня 2024, Україна) — російський офіцер, молодший лейтенант ЗС РФ. Герой Російської Федерації.

## Біографія
Навчався у середній загальноосвітній школі № 3 свого рідного міста, потім — у Соль-Ілецькому індустріально-технологічному технікумі, після закінчення якого отримав професію електрозварювальника. Займався боксом, був членом міської збірної. 
Спочатку проходив армійську службу в Хабаровську, після звільнення в запас працював в охоронному підприємстві. З 2014 року служив у ЗС РФ на професійній основі у селі Тоцьке. З жовтня 2022 року брав участь у вторгненні в Україну, начальник радіолокаційного комплексу батареї артилерійської розвідки вогневих позицій розвідувального артилерійського дивізіону 385-ї артилерійської бригади. Загинув у бою. Похований в рідному місті.

## Сім'я
Був одружений, мав двох дітей.

## Нагороди
- Медаль Суворова
- Звання «Герой Російської Федерації» (2024, посмертно)[3][4][5]